# Capnodis excisa
Capnodis excisa es una especie de escarabajo del género Capnodis, familia Buprestidae. Fue descrita científicamente por Menetries en 1849.